# Bendemeer
Bendemeer är en ort i Australien. Den ligger i kommunen Tamworth Municipality och delstaten New South Wales, i den sydöstra delen av landet, omkring 330 kilometer norr om delstatshuvudstaden Sydney. Antalet invånare är 483.
Runt Bendemeer är det mycket glesbefolkat, med 3 invånare per kvadratkilometer.. Närmaste större samhälle är Moonbi, omkring 17 kilometer sydväst om Bendemeer. 
Trakten runt Bendemeer består i huvudsak av gräsmarker. Genomsnittlig årsnederbörd är 952 millimeter. Den regnigaste månaden är februari, med i genomsnitt 145 mm nederbörd, och den torraste är maj, med 31 mm nederbörd.